# Gardes-le-Pontaroux
Gardes-le-Pontaroux (okzitanisch Garda) ist eine ehemalige französische Gemeinde mit 256 Einwohnern (Stand: 1. Januar 2022) im Département Charente in der Region Nouvelle-Aquitaine. Sie gehörte zum Arrondissement Angoulême.
Der Erlass des Präfekten vom 16. September 2024 legte mit Wirkung zum 1. Januar 2025 die Eingliederung von Gardes-le-Pontaroux als Commune déléguée zusammen mit der früheren Gemeinde Magnac-Lavalette-Villars zur Commune nouvelle Magnac-lès-Gardes fest.

## Geografie

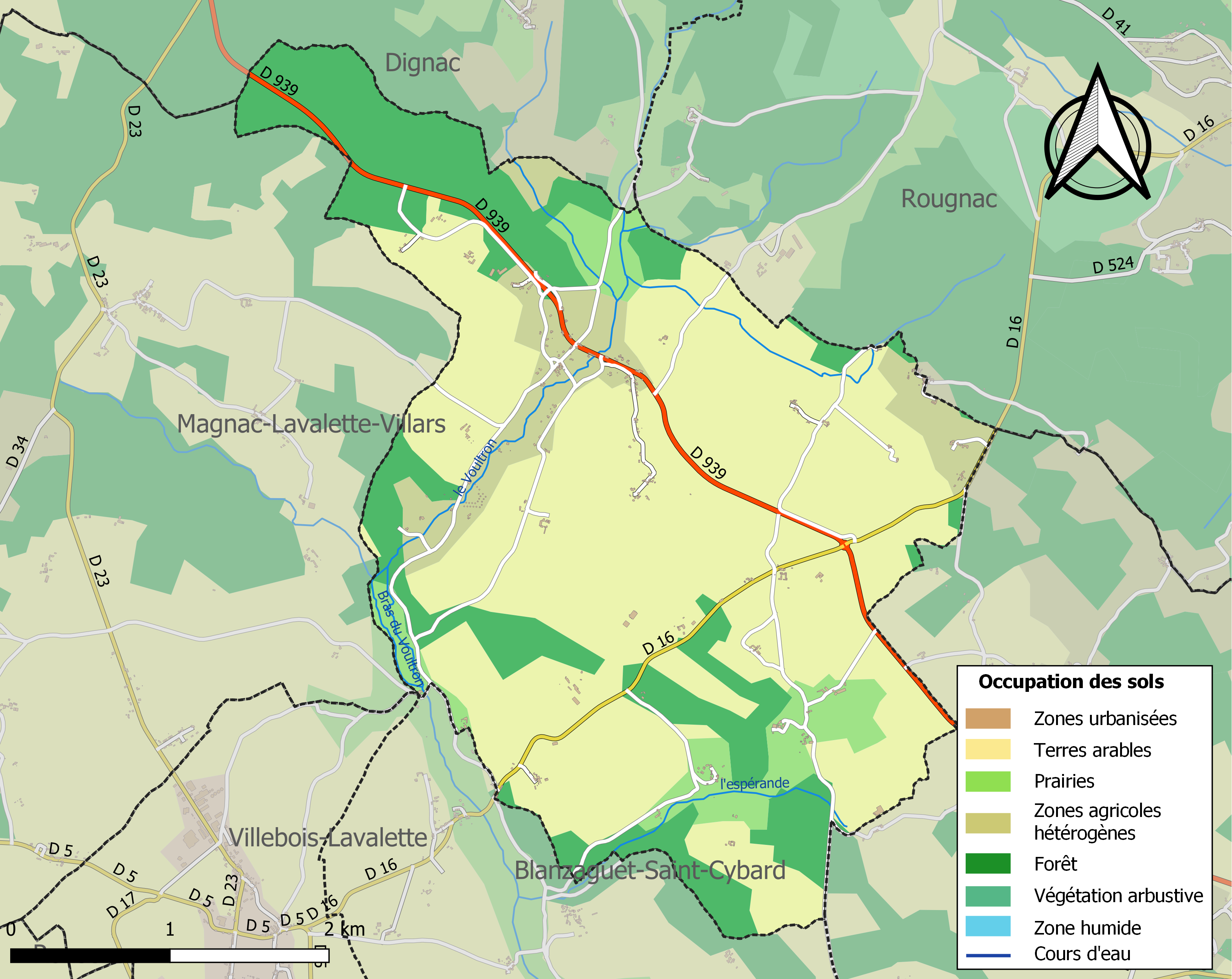
Bodennutzung, Hydrografie und Infrastruktur von Gardes-le-Pontaroux (2018)

Gardes-le-Pontaroux liegt etwa 19 Kilometer südöstlich von Angoulême in der alten Kulturlandschaft des Angoumois. Das Ortsgebiet befindet sich im Einzugsgebiet der Dordogne und wird entwässert vom Flüsschen Voultron, einem Nebenfluss der Lizonne, das es durchströmt und vom zeitweise trockenfallenden Flüsschen Espérande und verschiedenen kleineren Bächen. Gardes-le-Pontaroux besteht aus verstreut liegenden kleinen Weilern und besitzt kein Zentrum. Das Bürgermeisteramt der Commune déléguée liegt im Weiler Le Pontaroux auf einer Höhe von etwa 125 m. Das Bodenrelief ist insgesamt hügelig mit seiner höchsten Erhebung im Osten mit 220 m und seinen tiefsten Punkt mit 101 m Höhe im Südwesten beim Austritt des Voultrons aus dem Ortsgebiet.
Rund 77 % der Fläche von Gardes-le-Pontaroux werden landwirtschaftlich genutzt, rund 23 % sind bewaldet.
Umgeben wird Gardes-le-Pontaroux von den fünf Nachbargemeinden und der Commune déléguée:
|                                             | Dignac                                      | Rougnac |
| Magnac-Lavalette-Villars (Commune déléguée) | Kompassrose, die auf Nachbargemeinden zeigt |         |

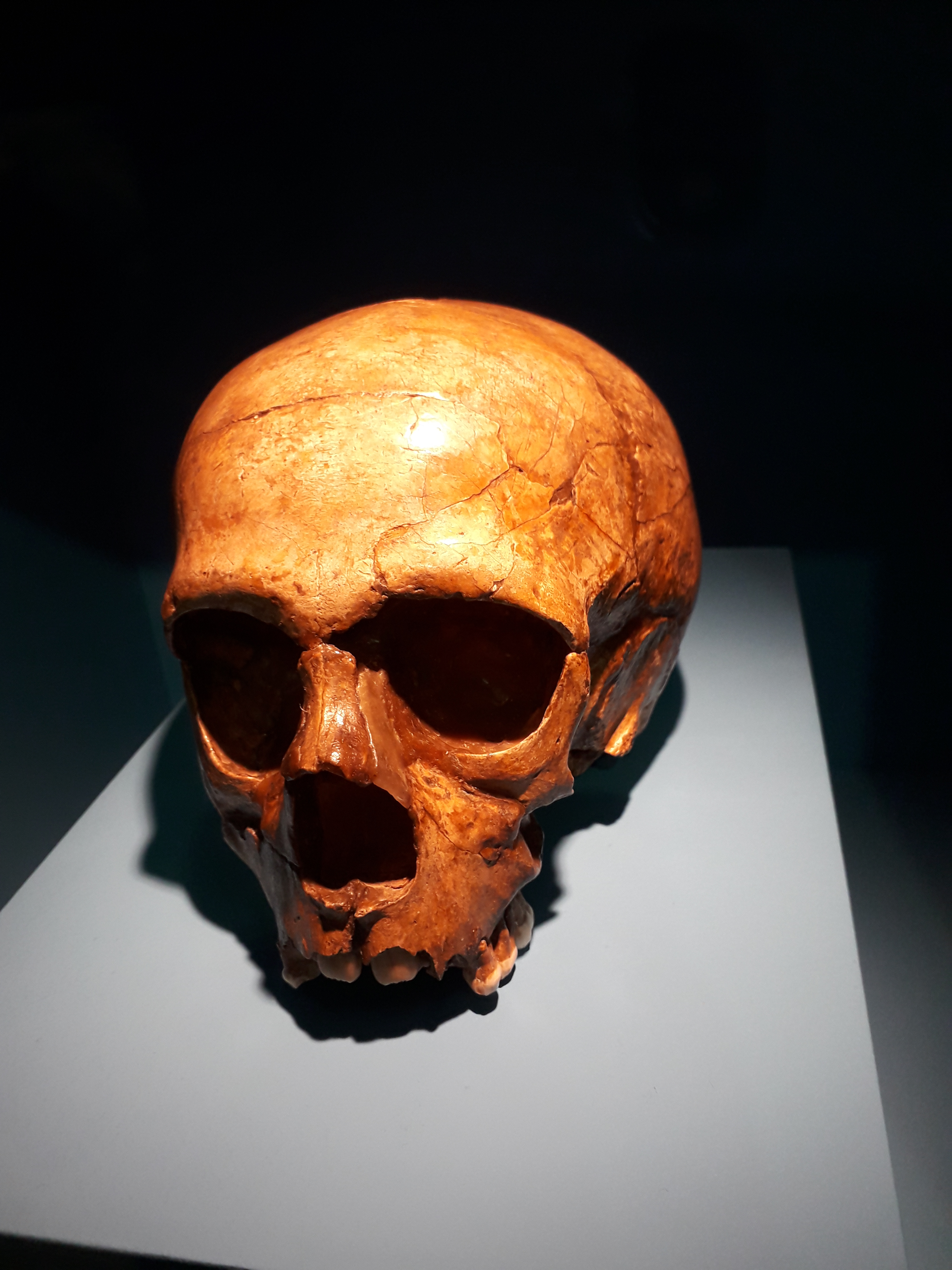
Kinderschädel aus der Fundstätte La Quina

| Villebois-Lavalette                         | Blanzaguet-Saint-Cybard                     | Édon    |

## Geschichte
Unter dem Felsüberhang (abri) von La Quina wurden bedeutende prähistorische Funde gemacht, die dem Moustérien (Neandertaler) und dem Aurignacien zugeordnet werden konnten. Die Römerstraße von Angoulême nach Périgueux führte durch das Gebiet von Gardes-le-Pontaroux. Die Fundstätte ist seit 1984 als Monument historique klassifiziert.

## Bevölkerungsentwicklung
| Jahr                       | 1962 | 1968 | 1975 | 1982 | 1990 | 1999 | 2006 | 2013 | 2020 |
| Einwohner                  | 287  | 237  | 217  | 267  | 242  | 248  | 270  | 256  | 259  |
| Quellen: Cassini und INSEE |      |      |      |      |      |      |      |      |      |

In der ersten Hälfte des 19. Jahrhunderts hatte Gardes-le-Pontaroux zeitweise knapp 700 Einwohner; infolge der Reblauskrise im Weinbau und der Mechanisierung der Landwirtschaft sank die Einwohnerzahl danach kontinuierlich bis auf die Tiefststände in den 1960er und 1970er Jahren ab.

## Sehenswürdigkeiten

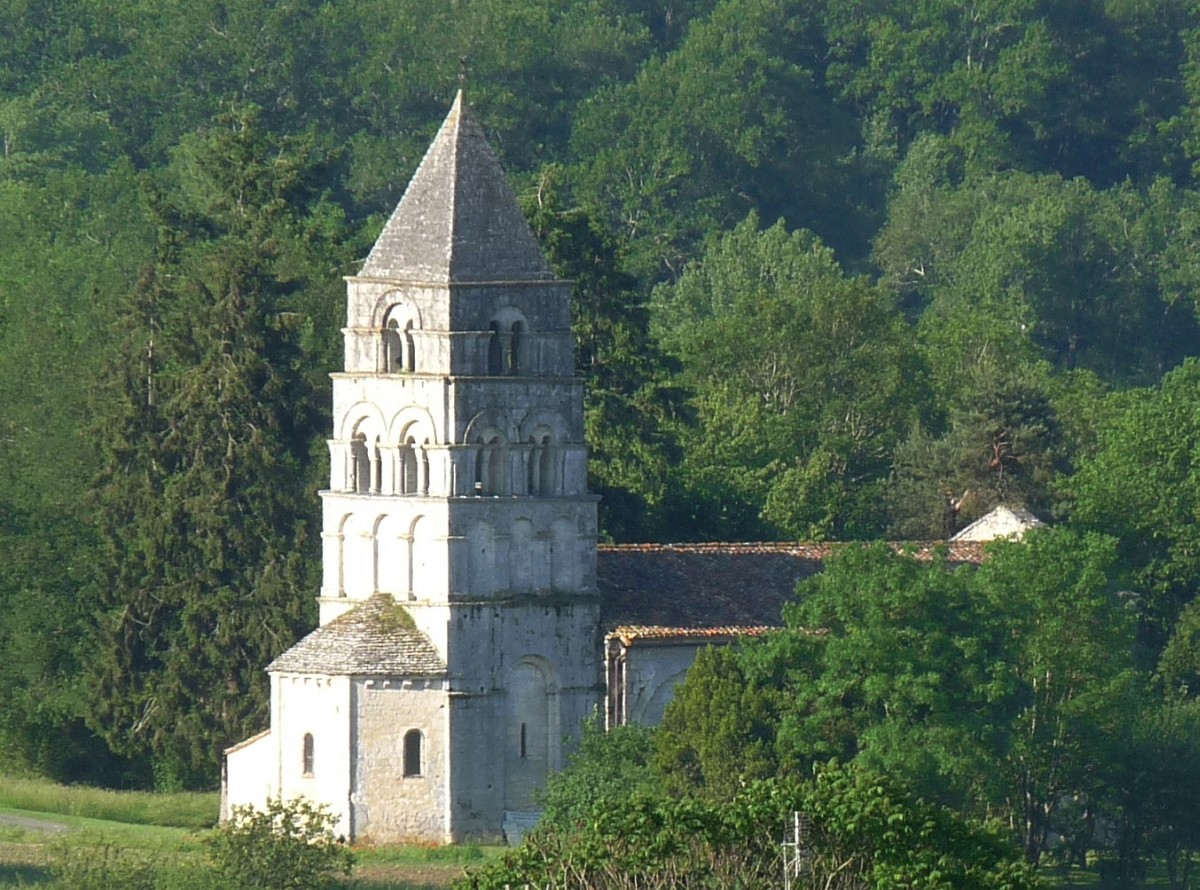
Kirche Notre-Dame de Gardes

- Die Pfarrkirche Notre-Dame de Gardes stammt ursprünglich aus dem 12. Jahrhundert; aus dieser Zeit sind nur die außen polygonal gebrochene, aber ansonsten weitgehend schmucklose Apsis und der mehrgeschossige hochaufragende Vierungsturm mit seinem steinernen Pyramidendach erhalten. Durch den Anbau eines Seitenschiffs auf der Südseite wurde der Kirchenraum im 15. Jahrhundert erweitert und mit einem gotischen Rippengewölbe versehen. Die Fassade erhielt – neben dem romanischen Portal – ein zweites in spätgotischen Stilformen; der Konsolenfries unterhalb des schmucklosen Giebelfeldes wurde bei dieser Gelegenheit nach Süden verlängert, doch fehlen die Konsolen. Außergewöhnlich ist ein steinernes Weihwasserbecken in der Mitte der Fassade. An der Stelle der ehemaligen Außenwand befinden sich im Inneren der Kirche nunmehr mächtige Rundpfeiler, aus denen die Gewölberippen herauszuwachsen scheinen. Die Kirche ist seit 1943 als Monument historique[3] klassifiziert.

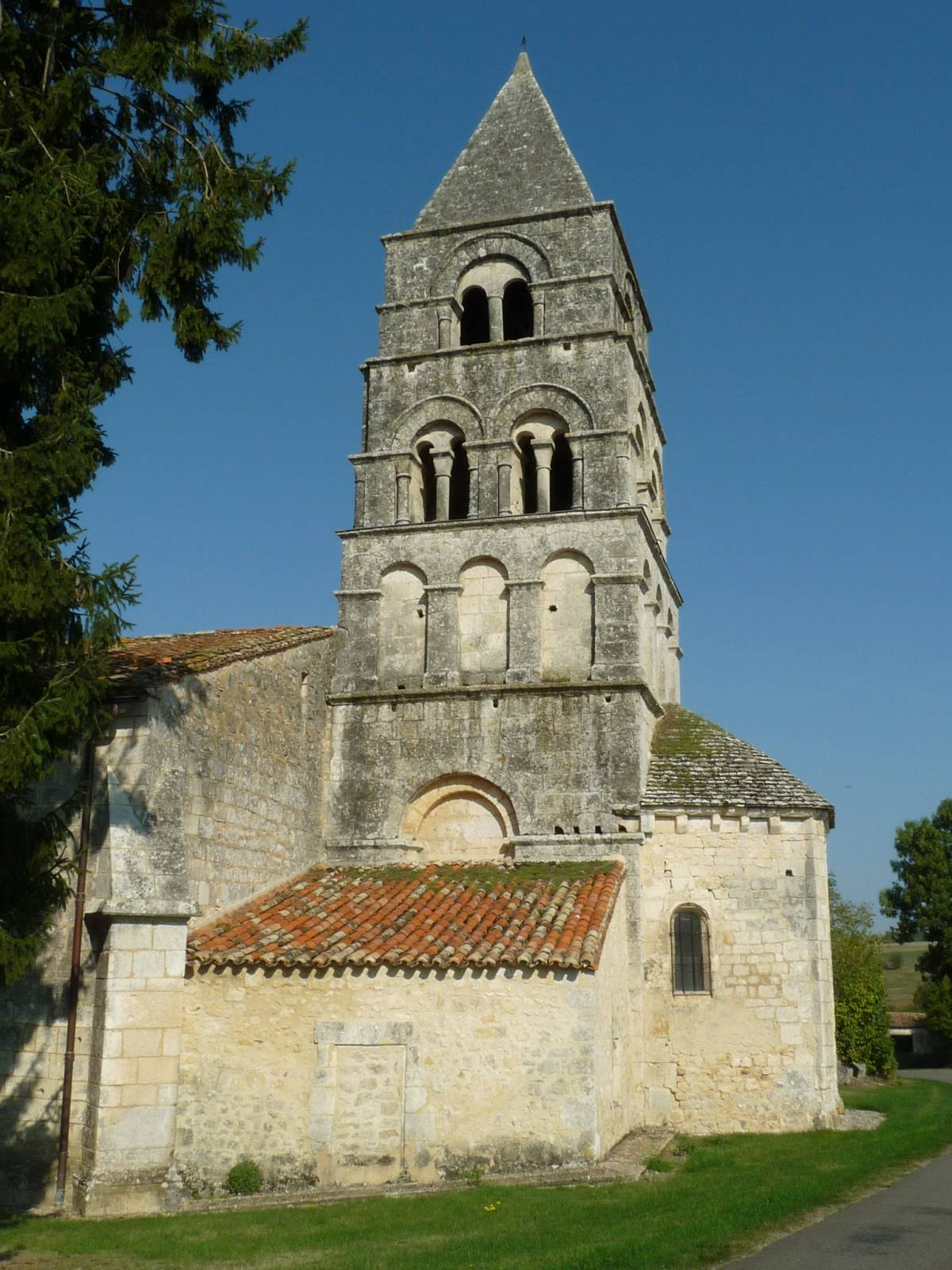
Vierungsturm
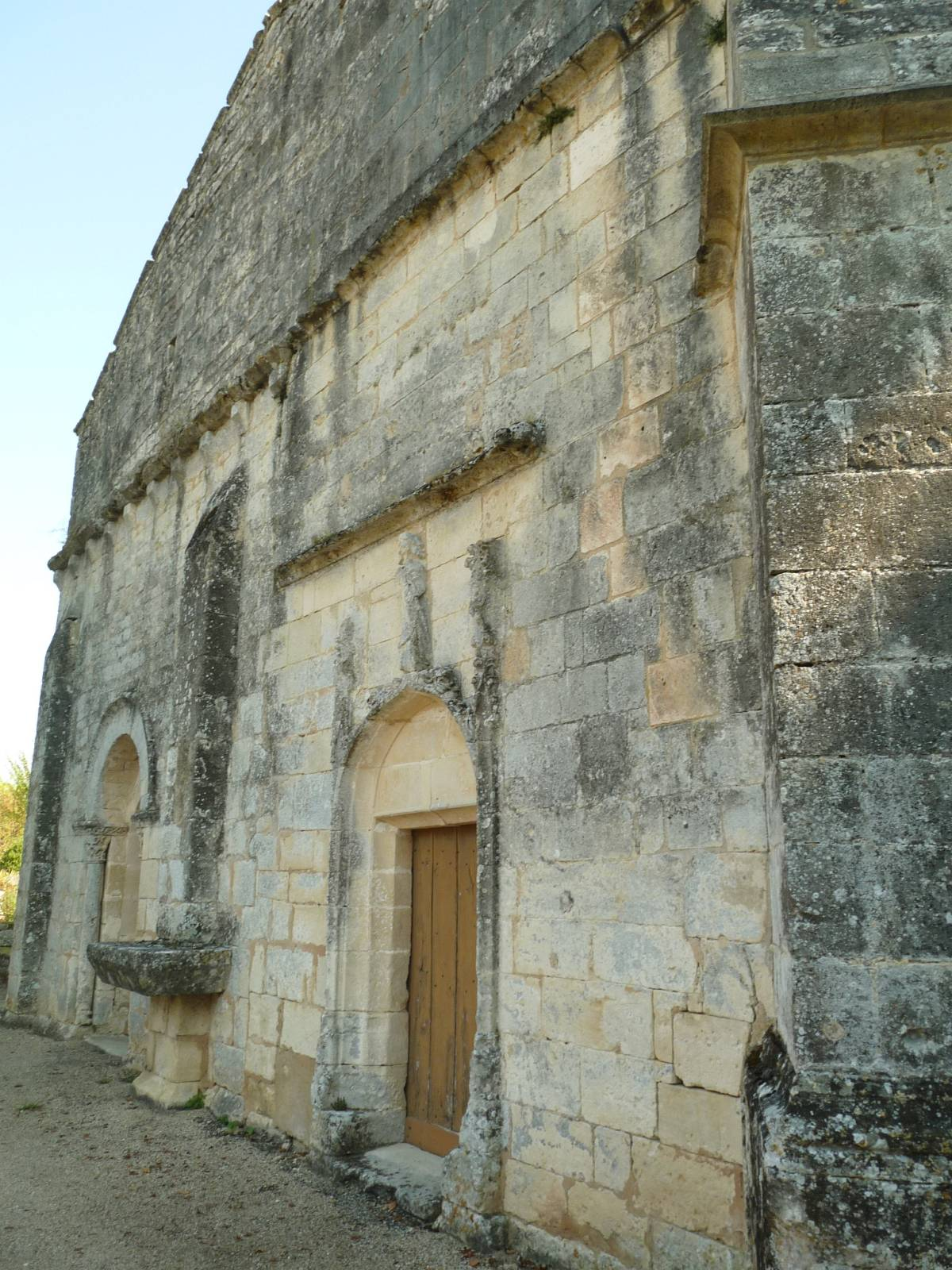
Fassade der Kirche
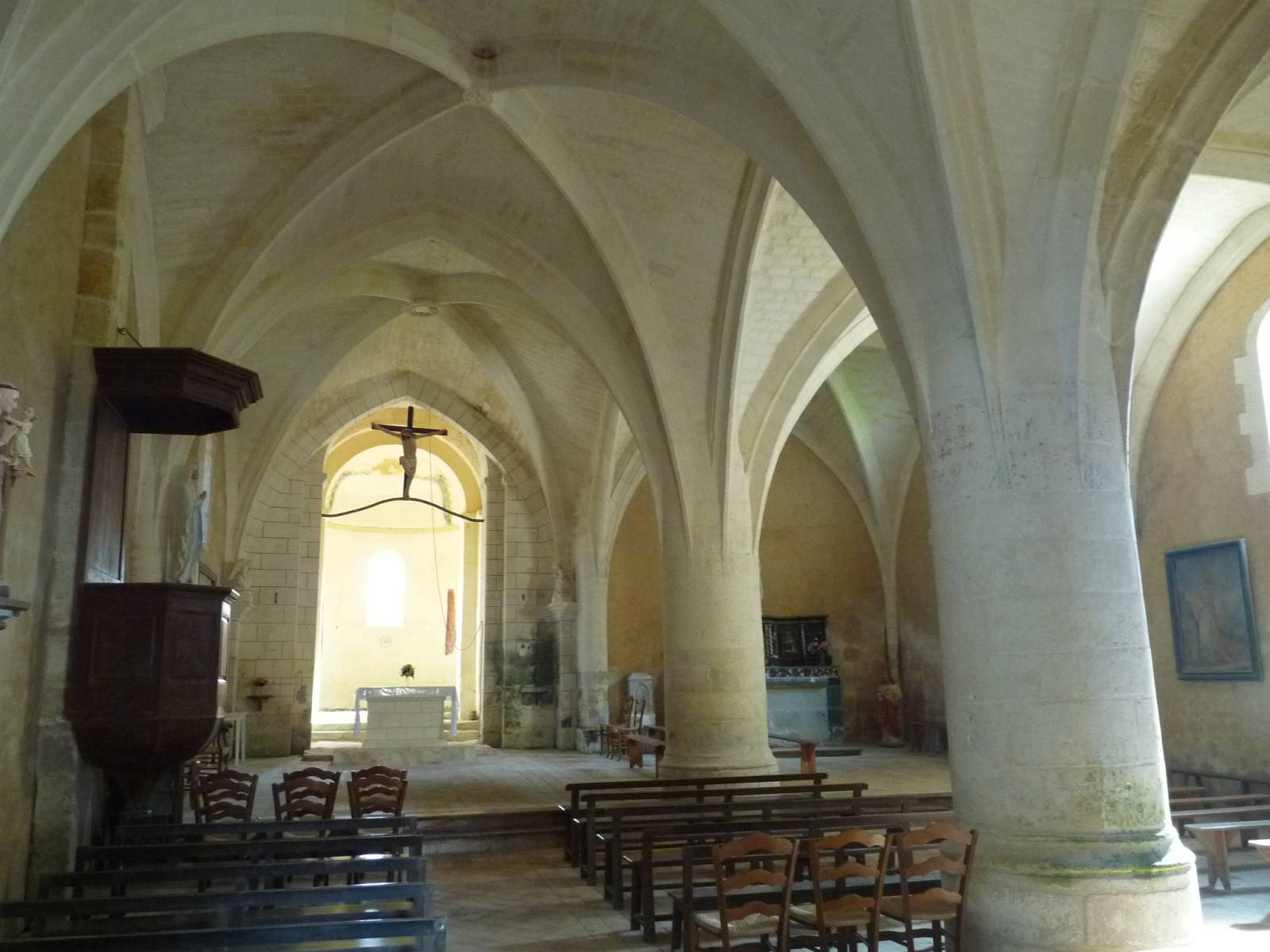
Inneres der Kirche

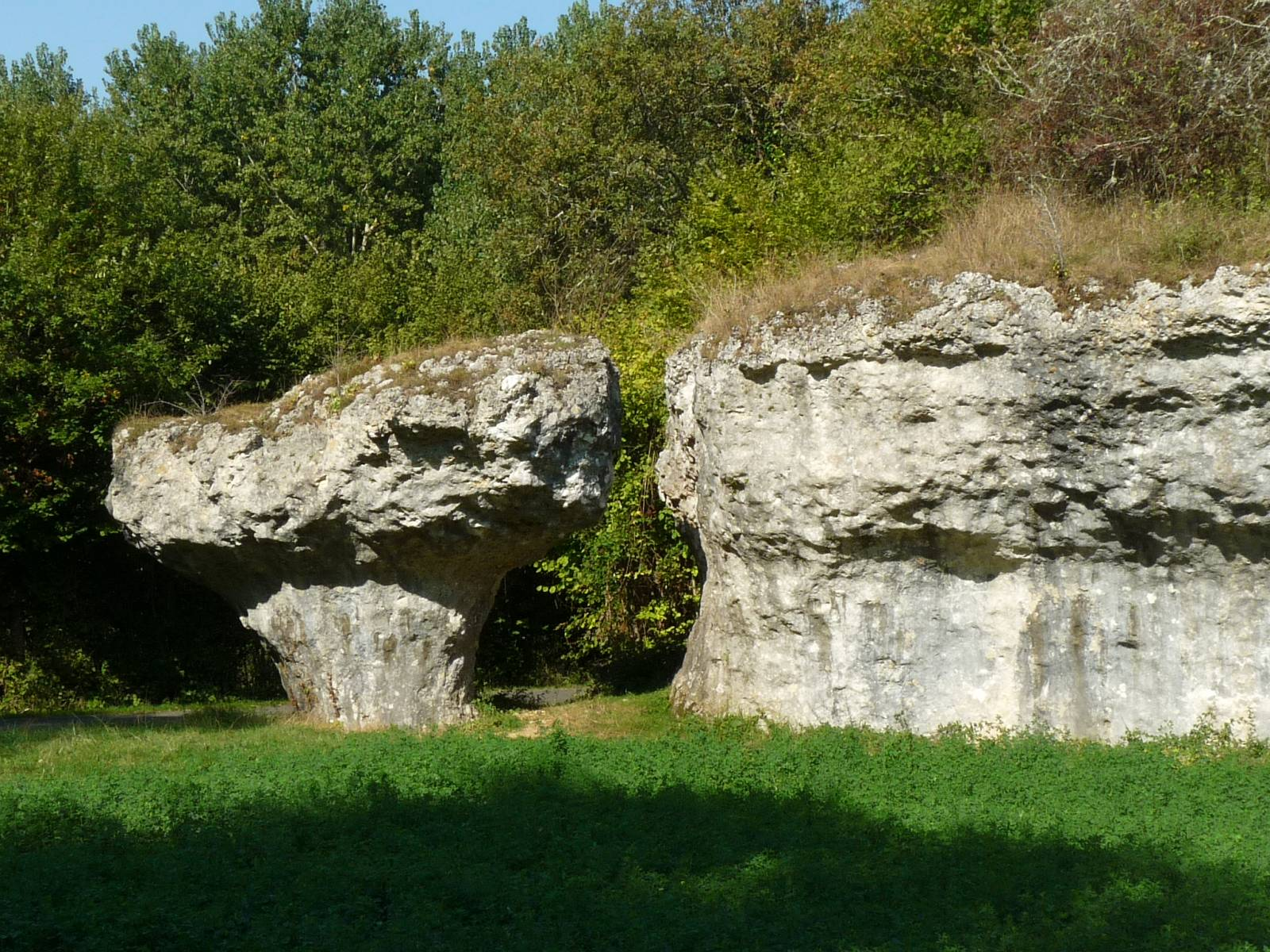
Felsen Le Champignon

- Die im Tal des Voultron gelegene prähistorische Fundstätte La Quina (45° 30′ 26″ N, 0° 17′ 34″ O) ist eingezäunt und somit nicht betretbar.
- Einen ungewöhnlichen Anblick bietet ein in der Nähe stehender Kalksteinfelsen, der von den Einheimischen aufgrund seiner ungewöhnlichen Form als Champignon, deutsch Pilz, bezeichnet wurde.

## Wirtschaft
Die Einwohner von Gardes-le-Pontaroux lebten jahrhundertelang von der Landwirtschaft; die Böden des Orts gehören zu den Bons Bois des Weinbaugebietes Cognac, doch sind die Absätze bei teuren Weinbränden in den letzten Jahrzehnten eher rückläufig, so dass der Weinbau keine bedeutende Rolle mehr spielt. Einnahmen aus dem Tourismus, insbesondere der Vermietung von Ferienwohnungen (gîtes), spielen dagegen seit den 1960er Jahren eine nicht unwichtige Rolle für die Einnahmen des Orts.